# Pawamtoré
Pawamtoré est une commune rurale située dans le département de Toécé de la province du Bazèga dans la région du Centre-Sud au Burkina Faso.

## Géographie
Pawamtoré est situé à moins d'un kilomètre à l'Ouest de la route nationale 5 et à 2 km au Nord de Toécé.

## Santé et éducation
Le centre de soins le plus proche de Pawamtoré est le centre de santé et de promotion sociale (CSPS) de Toécé.